# Mavkovîci, Horodok
Mavkovîci (în ucraineană Мавковичі) este un sat în comuna Kernîțea din raionul Horodok, regiunea Liov, Ucraina.

## Demografie
Componența lingvistică a localității Mavkovîci
     Ucraineană (99,66%)
     Alte limbi (0,25%)
Conform recensământului din 2001, majoritatea populației localității Mavkovîci era vorbitoare de ucraineană (99,66%), existând în minoritate și vorbitori de alte limbi.